# Bully-les-Mines
Bully-les-Mines és un municipi francès situat al departament del Pas de Calais i a la regió dels Alts de França. L'any 2007 tenia 12.061 habitants.

## Demografia

### Població
El 2007 la població de fet de Bully-les-Mines era de 12.061 persones. Hi havia 4.796 famílies de les quals 1.506 eren unipersonals (442 homes vivint sols i 1.064 dones vivint soles), 1.209 parelles sense fills, 1.570 parelles amb fills i 511 famílies monoparentals amb fills.
La població ha evolucionat segons el següent gràfic:
Habitants censats

### Habitatges
El 2007 hi havia 5.037 habitatges, 4.885 eren l'habitatge principal de la família, 12 eren segones residències i 140 estaven desocupats. 4.101 eren cases i 876 eren apartaments. Dels 4.885 habitatges principals, 2.014 estaven ocupats pels seus propietaris, 2.597 estaven llogats i ocupats pels llogaters i 275 estaven cedits a títol gratuït; 91 tenien una cambra, 282 en tenien dues, 630 en tenien tres, 1.692 en tenien quatre i 2.191 en tenien cinc o més. 3.626 habitatges disposaven pel capbaix d'una plaça de pàrquing. A 2.367 habitatges hi havia un automòbil i a 1.310 n'hi havia dos o més.

### Piràmide de població
La piràmide de població per edats i sexe el 2009 era:
| Homes | Edats   | Dones |
| ----- | ------- | ----- |
| 9     | 95 o +  | 8     |
| 9     | 90 a 94 | 51    |
| 33    | 85 a 89 | 117   |
| 60    | 80 a 84 | 149   |
| 178   | 75 a 79 | 347   |
| 246   | 70 a 74 | 401   |
| 279   | 65 a 69 | 399   |
| 225   | 60 a 64 | 284   |
| 251   | 55 a 59 | 255   |
| 354   | 50 a 54 | 378   |
| 407   | 45 a 49 | 468   |
| 369   | 40 a 44 | 428   |
| 418   | 35 a 39 | 411   |
| 432   | 30 a 34 | 431   |
| 442   | 25 a 29 | 460   |
| 421   | 20 a 24 | 336   |
| 471   | 15 a 19 | 453   |
| 493   | 10 a 14 | 418   |
| 399   | 5 a 9   | 387   |
| 312   | 0 a 4   | 283   |

## Economia
El 2007 la població en edat de treballar era de 7.476 persones, 4.873 eren actives i 2.603 eren inactives. De les 4.873 persones actives 3.946 estaven ocupades (2.223 homes i 1.723 dones) i 927 estaven aturades (472 homes i 455 dones). De les 2.603 persones inactives 608 estaven jubilades, 781 estaven estudiant i 1.214 estaven classificades com a «altres inactius».

### Ingressos
El 2009 a Bully-les-Mines hi havia 4.980 unitats fiscals que integraven 12.182 persones, la mediana anual d'ingressos fiscals per persona era de 14.120 €.

### Activitats econòmiques
Dels 286 establiments que hi havia el 2007, 18 eren d'empreses alimentàries, 3 d'empreses de fabricació de material elèctric, 12 d'empreses de fabricació d'altres productes industrials, 21 d'empreses de construcció, 74 d'empreses de comerç i reparació d'automòbils, 8 d'empreses de transport, 21 d'empreses d'hostatgeria i restauració, 1 d'una empresa d'informació i comunicació, 11 d'empreses financeres, 16 d'empreses immobiliàries, 24 d'empreses de serveis, 55 d'entitats de l'administració pública i 22 d'empreses classificades com a «altres activitats de serveis».
Dels 66 establiments de servei als particulars que hi havia el 2009, 1 era una comissaria de policia, 1 oficina d'administració d'Hisenda pública, 1 oficina de correu, 5 oficines bancàries, 1 funerària, 7 tallers de reparació d'automòbils i de material agrícola, 1 taller d'inspecció tècnica de vehicles, 2 establiments de lloguer de cotxes, 3 autoescoles, 5 paletes, 3 guixaires pintors, 3 fusteries, 6 lampisteries, 1 electricista, 10 perruqueries, 1 veterinari, 7 restaurants, 3 agències immobiliàries, 1 tintoreria i 4 salons de bellesa.
Dels 43 establiments comercials que hi havia el 2009, 5 eren supermercats, 1 una botiga de més de 120 m², 10 fleques, 5 carnisseries, 1 una peixateria, 8 botigues de roba, 1 una botiga de roba, 2 sabateries, 2 botigues d'electrodomèstics, 1 una botiga de material de revestiment de parets i terra, 2 joieries i 5 floristeries.
L'any 2000 a Bully-les-Mines hi havia 3 explotacions agrícoles.

## Equipaments sanitaris i escolars
El 2009 hi havia 1 hospital de tractaments de mitja durada (seguiment i rehabilitació), 2 psiquiàtrics, 4 centres de salut i 5 farmàcies.
El 2009 hi havia 5 escoles maternals i 5 escoles elementals. A Bully-les-Mines hi havia 2 col·legis d'educació secundària i 1 liceu tecnològic. Als col·legis d'educació secundària hi havia 668 alumnes i als liceus tecnològics 1.129.

## Poblacions més properes
El següent diagrama mostra les poblacions més properes.